# بلا فلک
بِلا فلک (انگلیسی: Béla Fleck؛ زادهٔ ۱۰ ژوئیهٔ ۱۹۵۸) بانجونواز اهل ایالات متحده آمریکا است. او از خلاق‌ترین و صاحب‌سبک‌ترین نوازندگان بانجو در سبک‌های بلوگرس، جاز و فولک به‌شمار می‌رود.
بلا فلک با فعالیت در گروه‌های بلا فلک اند د فلکتونز (Béla Fleck and the Flecktones) و نیو گرس ریوایول (New Grass Revival) شناخته می‌شود.